# Perilestidae
Perilestidae – rodzina ważek równoskrzydłych (Zygoptera). Obejmuje 21 gatunków występujących w Ameryce Centralnej i Południowej. Zgrupowane są w dwóch rodzajach:
- Perilestes Hagen in Selys, 1862
- Perissolestes Kennedy, 1941

Rodzajem typowym rodziny jest Perilestes.